# استان اوگوئه-لولو
استان اوگوئه-لولو (به لاتین: Ogooué-Lolo Province) یک منطقهٔ مسکونی در گابن است که در گابن واقع شده‌است. استان اوگوئه-لولو ۲۵٬۳۸۰ کیلومتر مربع مساحت و ۶۵٬۷۷۱ نفر جمعیت دارد.